# Полосы Уануи

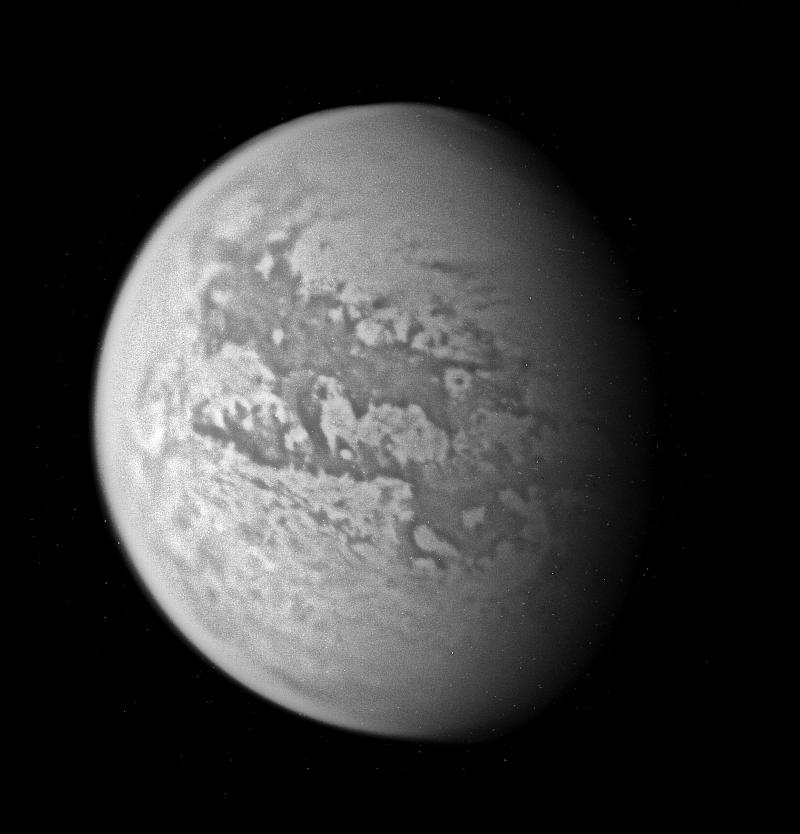
Инфракрасное изображение Титана

Уануи (англ. Uanui Virgae) — яркие полосы, находящиеся на поверхности самого крупного спутника Сатурна — Титана, по координатам 42°12′ с. ш. 235°18′ з. д. / 42,2° с. ш. 235,3° з. д. Под термином полосы понимаются яркие полосы на поверхности тела.
Максимальный размер структур составляет 917 км. Полосы Уануи были обнаружены на радиолокационных снимках космического аппарата Кассини (во время стандартного пролёта около Титана). Название получило официальное утверждение в 2010 году.
Названы в честь Уануи, бога дождя у маори.